# بروتيوبيديا
بروتيوبيديا (بالإنجليزية: Proteopedia)‏ هي موسوعة ويكي ثلاثية الأبعاد للبروتينات والجزيئات الأخرى.
يحتوي هذا الموقع على صفحة لكل مدخل في بنك بيانات البروتينات (أكثر من 100000 صفحة) وكذلك صفحات أكثر توضيحا لتراكيب البروتينات بصورة عامة مثل أستيل كولين إستراز والهيموغلوبين والنظام الضوئي 2 مع منظر جمول لإلقاء نظرة على المواقع الوظيفية والربيطات.
حصل موقع بروتيوبيديا على جائزة أحسن موقع في عام 2010، وهذه الجائزة مقدمة من مجلة The Scientist ‏.

## مسائل قانونية
كل المعلومات التي يضيفها المستخدمون هي حرة ومرخصة برخصة جنو للوثائق الحرة. ويستضاف موقع بروتيوبيديا في مركز البروتيوميات التركيبي في إسرائيل في معهد وايزمان للعلوم.

## روابط خارجية
- موقع بروتيوبيديا